# Dopatrium dortmanna
Dopatrium dortmanna är en grobladsväxtart som beskrevs av Spencer Le Marchant Moore. Dopatrium dortmanna ingår i släktet Dopatrium och familjen grobladsväxter. Inga underarter finns listade i Catalogue of Life.